# OKK Spars
O Omladinski košarkaški klub Spars Sarajevo, conhecido também apenas como Spars Sarajevo, é um clube de basquetebol baseado em Sarajevo, Bósnia e Herzegovina que atualmente disputa a Liga Bósnia. Manda seus jogos na Sportska dvorana Grbavica  com capacidade para 800 espectadores.

## Histórico de Temporadas
| Temporada | Nível | Liga    | Pos. | J     | PL  | Resultado        | Copa da Bósnia | Competições internacionais |
| --------- | ----- | ------- | ---- | ----- | --- | ---------------- | -------------- | -------------------------- |
| 2011-12   | 2     | A1 Liga | 2    | 16-4  |     | Semifinais       |                |                            |
| 2012-13   | 2     | A1 Liga | 1    | 21-1  |     | Promovidocampeão |                |                            |
| 2013-14   | 1     | PLBiH   | 4    | 16-12 | 1-2 | Semifinais       |                |                            |
| 2014-15   | 1     | PLBiH   | 3    | 25-7  | 0-2 | Semifinais       |                | -                          |
| 2015-16   | 1     | PLBiH   | 6    | 18-14 |     |                  |                |                            |
| 2016-17   | 1     | PLBiH   | 5    | 14-14 |     |                  |                |                            |
| 2017-18   | 1     | PLBiH   | 5    | 20-8  | 1-2 | Semifinais       |                |                            |
| 2018-19   | 1     | PLBiH   | 3    | 23-7  | 4-4 | Finalista        |                | R Liga Adriática 2ª Div SF |

fonte:eurobasket.com

## Títulos
A1 Liga
Campeões (1): 2012-13